# Zborovice
Zborovice település Csehországban, Kroměříži járásban. Zborovice Morkovice-Slížany, Troubky-Zdislavice, Počenice-Tetětice, Rataje, Věžky, Zlobice, Zdounky és Dřínov településekkel határos. Lakosainak száma 1449 fő (2024. január 1.).

## Népesség
A település lakosságának változását az alábbi diagram mutatja:
| Lakosok száma | 1183 | 1593 | 1884 | 1620 | 1603 | 1614 | 1488 | 1485 | 1440 | 1449 |
|               | 1869 | 1890 | 1921 | 1950 | 1980 | 2001 | 2017 | 2019 | 2022 | 2024 |